# NGC 4330
NGC 4330 في الفهرس العام الجديد، هي مجرة، تقع في كوكبة العذراء. اكتشفت في 1852 بواسطة ويليام بارسونز.

## روابط خارجية
- NGC 4330 على موقع ويكي سكاي: DSS2, SDSS, GALEX, IRAS, Hydrogen α, X-Ray, Astrophoto, Sky Map, Articles and images